# Asni (kommun)
Asni (franska: Asni (CR), Asni (Commune Rurale), arabiska: اغبار) är en kommun i Marocko.   Den ligger i provinsen Al Haouz och regionen Marrakech-Safi, i den centrala delen av landet, 300 km söder om huvudstaden Rabat. Antalet invånare är 18 617.